# Balzam
Balzam (grč. βάλσαμον, iz semitskoga jezika) je kemijska tvar koju izlučuju neke drvenaste biljke spontano ili kad su ozlijeđene. Balzami se sastoje uglavnom od smolastih tvari otopljenih u hlapljivim uljima te od terpentina, aromatskih kiselina (benzojeve, cimetne) i njihovih estera. Dobivaju se zarezivanjem, tiskanjem ili iskuhavanjem kore ili drva. Redovito su gusti, polutekući i ugodna mirisa; na zraku se skrutnu i postaju slični smoli. Tope se u alkoholu i eteru, netopljivi su u vodi. Upotrebljavaju se u tehnici, medicini, farmaciji i parfimeriji: 
- peru-balzam,
- tolu-balzam,
- kopaiva-balzam,
- stiraks,
- kanadski balzam.[1]